# Христо Меджидиев
Христо Г. Меджидиев е български възрожденски учител и адвокат.

## Биография
Роден е в Дупница през 1854 г., в семейство на кюркчия. След като завършил местните училища продължава обучението си в Софийското главно българско училище, а по-късно завършва и Пловдивската духовна семинария. По време на Априлското въстание, заедно с други свои съученици участва във въстанието в Клисура. Там е заловен и затворен в Пловдивския затвор. Избегва бесилото благодарение на застъпничеството на дупнишкия турски първенец Бекир ефенди, спасител по-късно на града от масово клане и пожар, към когото българското население се отнасяло с уважение и благодарност.
През 1877 – 1878 г. учителства в Горна Джумая, където посрещна руските освободителни войски и им поднесъл благодарствен адрес. След установяването на българската власт в Дупница, става член на Либералната партия. Преподава в Дупнишкото четвъртокласно правителствено училище. Избран е за народен представител в VІ Обикновено Народно събрание, дълги години е общински съветник. През 1894 г. в Дупница се създава ново читалище с името „Напредък“, с председател – учителят Христо Меджидиев.
По-късно започва да практикува като адвокат.
Умира през 1927 г.